# Симо Брдар
Симо Брдар (Горња Драготиња, 1947) српски је сценариста, режисер и књижевник.

## Живот
Рођен је у Горњој Драготињи 1947. Гимназију је завршио у Приједору а Филозофски факултет у Сарајеву. Преко 25 година се бави истраживањем геноцида и холокауста, о чему је објавио неколико дјела. Почасни је члан Издавачког савјета Института Јасеновац у Њујорку од 2007. Члан је Одбора за организицију, бивши директор и кустос Јавне установе Спомен-подручја Доња Градина. Ради као музејски савјетник Спомен-подручја Доња Градина.
Живи и ради у Козарској Дубици и Горњој Драготињи

## Признања
Добитније је 16 награда за филмове који су приказани на међународним филмским фестивалима.
- На филмском фестивалу „Балфест“ у Пловдиву у августу 2011. проглашен је за амбасадора добре воље.[6]

## Дјела

### Филмографија
До 2012. је направио 26 документарних филмова:
- Сунце и жица
- Крв и вода
- А Бог је ћутао, продукција: ТРЗ „Филм и тон“ ЈУСП Доња Градина (2008), сценарио и режија: Симо Брдар
- Јасеновац
- Градина
- Марјановићи, продукција: Филм и тон Београд (2003), сценарио и режија: Симо Брдар
- Јовица и Зорица, продукција: ОСЈЕ - Козарска Дубица (2000), режија: Симо Брдар
- Ритани
- Послушање
- Код дједа
- Чедо
- Чувари
- Преко воде Саве
- Мало ми фали
- Павлица
- И то је Јасеновац (сценарио)
- Саво водо (сценарио)
- Градина и Јасеновац градови мртвих (сценарио)
- Предграђа мртвих (сценарио)